# Kaple svatého Jana Sarkandra (Olomouc)
Sarkandrova kaple  je novobarokní kaple v Olomouci, postavená na místě mučednické smrti kněze Jana Sarkandra. Do dnešní podoby byla upravena na počátku 20. století a je zapsána na seznamu nemovitých kulturních památek České republiky. 

## Historie

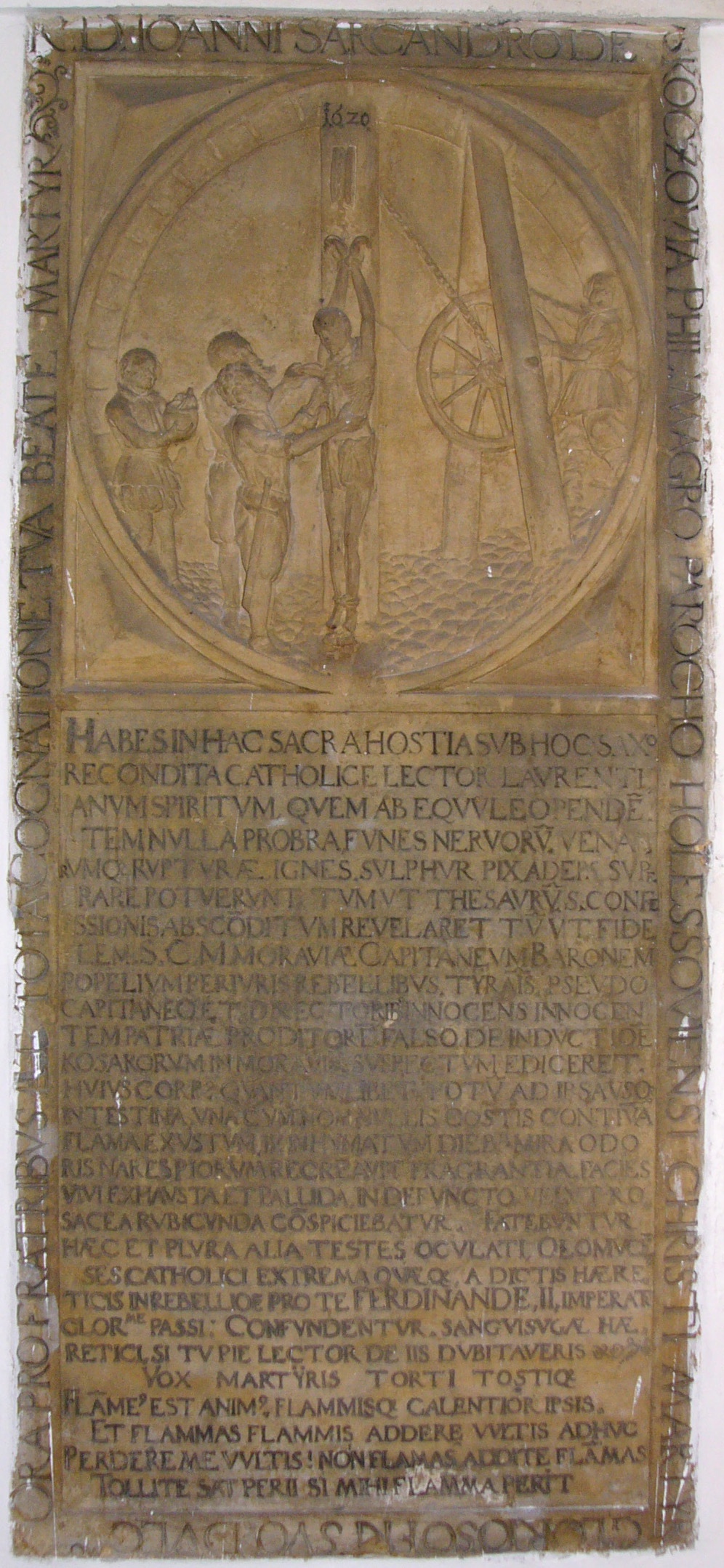
Epitaf Jana Sarkandra v Sarkandrově kapli

Na místě kaple se dříve nacházelo městské vězení a mučírna, kde byl roku 1620 umučen svatý Jan Sarkander.  V letech 1672–1673 byla na místě mučírny, kterou již dříve zakázal používat biskup Ditrichštejn,  postavena kaple. Vězení bylo užíváno jako vojenské až do roku 1759.  
Na počátku 18. století, v souvislosti se zahájením beatifikačního procesu Jana Sarkandra, byla kaple postupně zvelebována. Po opravách v letech  1703–1704 byla  zasvěcena Všem svatým mučedníkům, během další  rekonstrukce v letech 1721–1724 byla  kaple  rozšířena  podle projektu stavitele Jana Jakuba Kniebandla a vybavena pěti oltáři. 
V roce 1860 byl vyměněn hlavní portál a došlo k úpravě interiéru kaple. Od 6. května 1860 pak kaple nesla název kaple bl. Jana Sarkandra.  Její prostý vzhled a rozměry nevyhovovaly stále rostoucímu významu kultu Jana Sarkandra,  a proto bylo na počátku 20. století  z iniciativy svatomichalského faráře Panáka rozhodnuto o výstavbě nové kaple. Od města byly odkoupeny přilehlé budovy, aby bylo získáno více místa pro stavbu. Vypracováním projektu byl pověřen pražský architekt Eduard Sochor, který navázal na původní stavbu. Z ní zůstala zachována podzemní apsida, nad kterou projektant rozvinul převýšenou hmotu novostavby, završenou kupolí s lucernou. Odtud dopadá díky kruhovému otvoru v podlaze proud světla až do suterénu na dochované památky Sarkandrova mučednictví. Kaple byla postavena v letech 1908 - 1912 v novobarokním stylu a vysvětil ji olomoucký arcibiskup Bauer.  Současně s kaplí byla na místě dvou domů a městského chudobince vybudována budova Sarkandrina s bohatou štukovou výzdobou, která měla sloužit jako domov pro přestárlé kněží a později rovněž jako muzeum církevních dějin.
Rekonstruována byla v letech 1994–1995 a dne 21. května 1995 zde proběhly kanonizační oslavy (svatořečení Jana Sarkandra). Na připomínku této akce  město Olomouc nechalo v roce 2007 zbudovat před kaplí fontánu s názvem Pramen vody živé sv. Jana Sarkandra, která je dílem sochaře Otmara Olivy. 
Ve výroční den u příležitosti jeho čtyřstého výročí umučení 17. března 2020 sloužil zádušní mši v Sarkandrově kapli v Olomouci na Michalském vršku olomoucký arcibiskup metropolita moravský Jan Graubner.

## Popis
Kaple se nachází v historickém centru Olomouce na Michalském návrší, na rohu mezi ulicemi Na hradě a Mahlerova. Jedná se o volně stojící novobarokní dvoupatrovou stavbu, která je zastřešená kupolí s lucernou. Kaple je oválného půdorysu s kruhovým závěrem, v jehož výklenku je socha sv. Jana Sarkandra.  Směrem k ulici Na Hradě je připojena sakristie obdélného půdorysu a přístavek se spojovací chodbou a schodištěm do podzemí. Volný prostor mezi kaplí a objektem Sarkandrina vymezil nádvořím, které je na východní straně uzavřené kovovou bránou a na jižní straně dvojramenným kamenným schodištěm do Mahlerovy ulice. Před kaplí u schodiště  je socha sv. Jana Nepomuckého a uprostřed nádvoří je fontána Pramen živé vody sv. Jana Sarkandra.
Exteriér kaple  se vyznačuje bohatou architektonickou členitostí, kterou vyzdvihuje dominantní centrální kupole, dosahující výšky 27 metrů. Její římsu zdobí čtyři kamenná sousoší: Sv. Pavlína, patronka města Olomouce, sv. Hedvika, patronka Slezska, Sarkandrova rodného kraje, Sv. Ignác z Loyly a sv. Klement. Pískovcové plastiky na fasádě kaple připomínají muže spojené s novodobou výstavbou: architekta Eduarda Sochora, faráře Ignáce Panáka a arcibiskupa Bauera.
Interiér tvoří dvě dispozičně  totožné kaple nad sebou. Horní kaple je opatřena mramorovým oltářem s ostatky mučedníků, zdobeným dvěma plastikami klečících andělů. Na protější straně je kůr s malými varhanami. V oltářním prostoru jsou  tři fresky znázorňující výjevy ze  Sarkandrova života, jejichž autorem je malíř Jano Köhler.  Latinský nápis po obvodu kaple odkazuje na vítězství Jana Sarkandra nad utrpením. Fresková výzdoba nad nápisem s postavami čtyř alegorií  je dílem akademického malíře  Jakuba Obrovského. Autorem bohatého figurálního štukového dekoru je olomoucký mistr Josef Hladík.
Fresky od Jano Köhlera v Sarkandrově kapli:

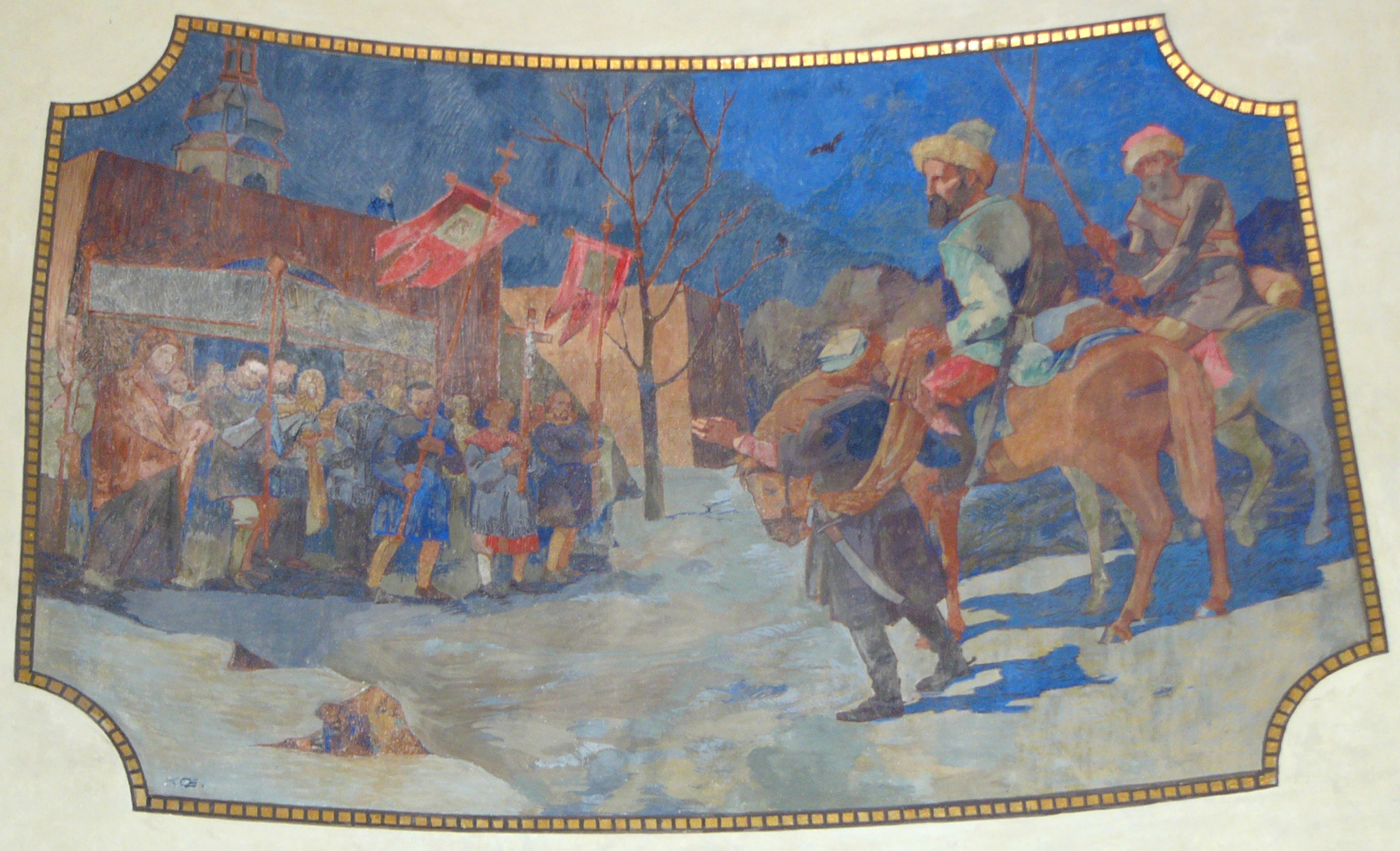
Freska znázorňující průvod Jana Sarkandera v Holešově a kozáci Lisovčíci
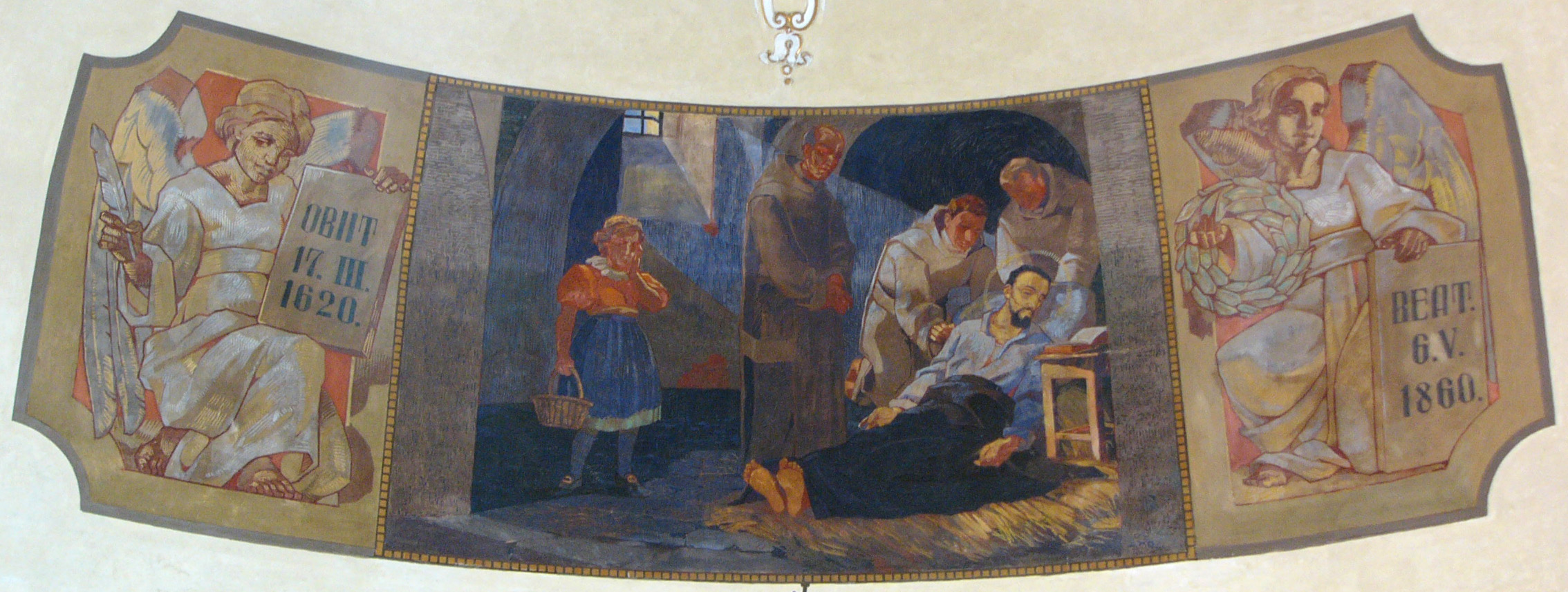
Freska znázorňující věznění Jana Sarkandera
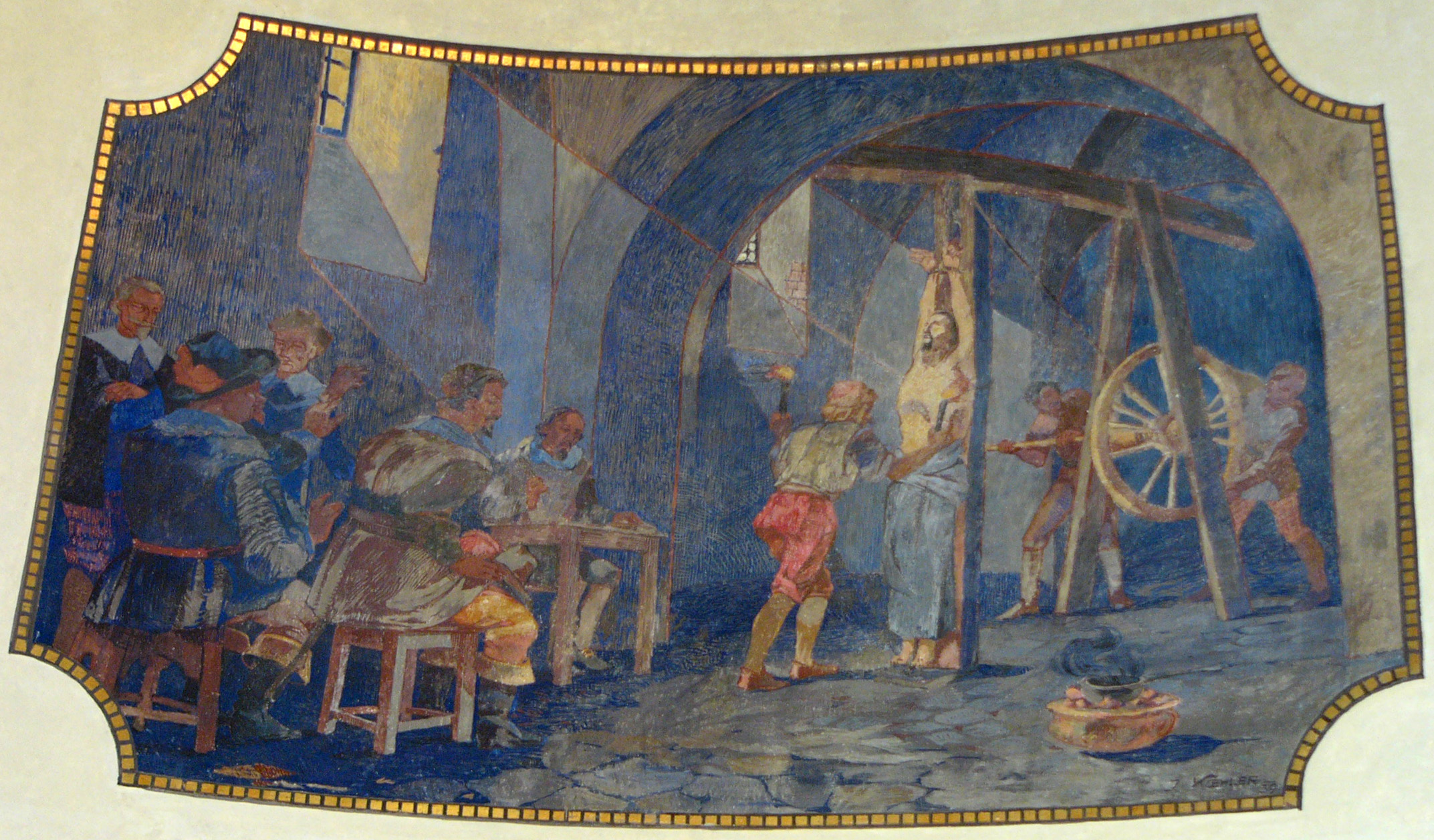
Freska znázorňující mučení Jana Sarkandera

Zamřížovaný otvor v podlaze s kovaným zábradlím propojuje podzemí (symbolizující životní strasti, utrpení a smrt) s naší úrovní (symbolizující současnost) a se světlem z vrcholu kopule (symbolizujícím budoucnost člověka, který dosáhl cíle svého bytí - Boha). Tento proud světla lze považovat  za symbol  vítězství víry Jana Sarkandra nad utrpením a svými mučiteli.
Ve spodní místnosti (bývalé mučírně) se nachází zachovalý původní skřipec a studna připomínající legendu o pramenu vody, který vytryskl ze země a poskytl úlevu mučenému knězi. Na epištolní straně  je vsazena originální náhrobní deska s epitafem z prvního Sarkandrova hrobu  v chrámu Panny Marie na Předhradí. Expozici doplňují další historické předměty. 

## Fotogalerie

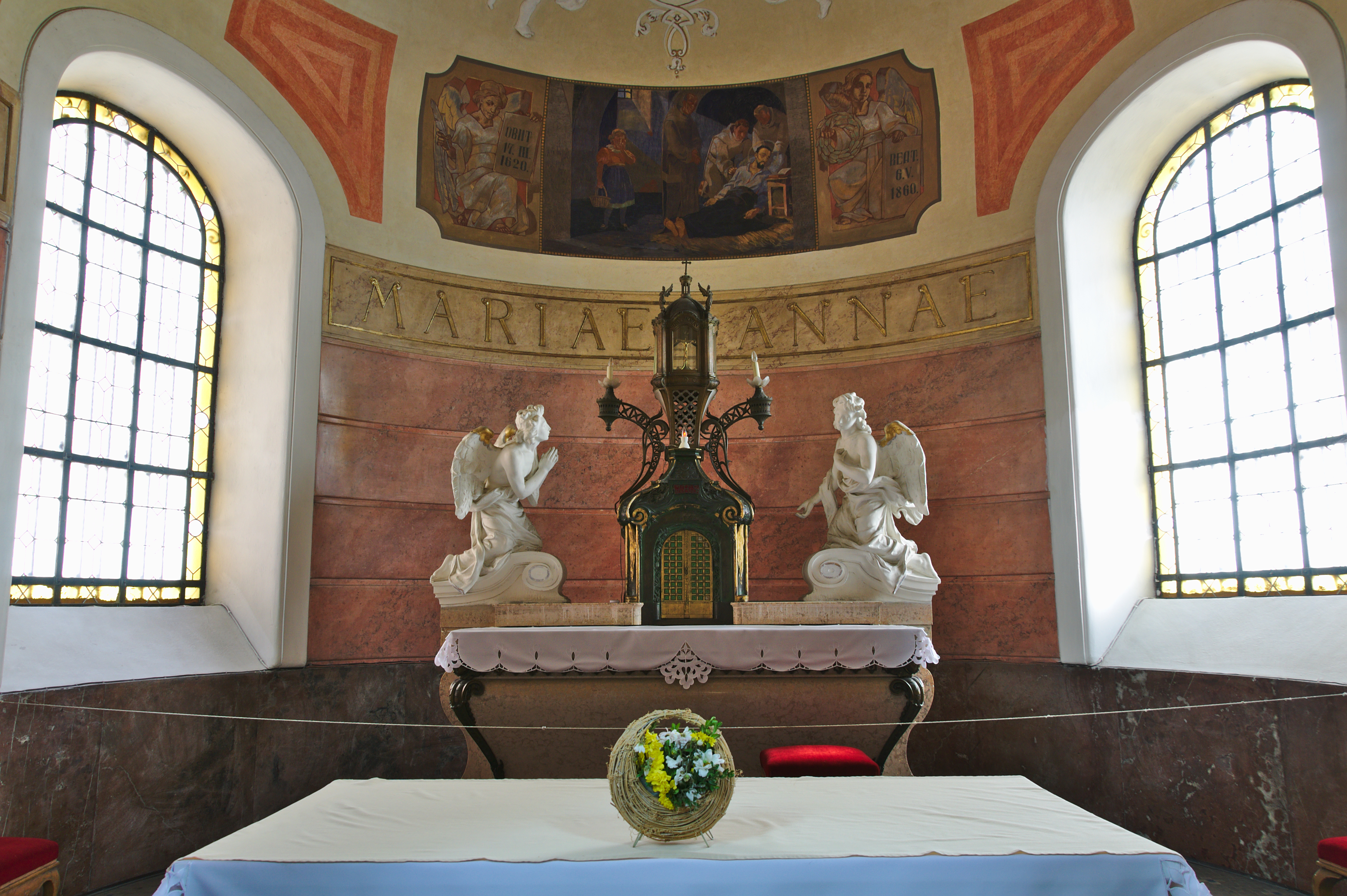
Oltář
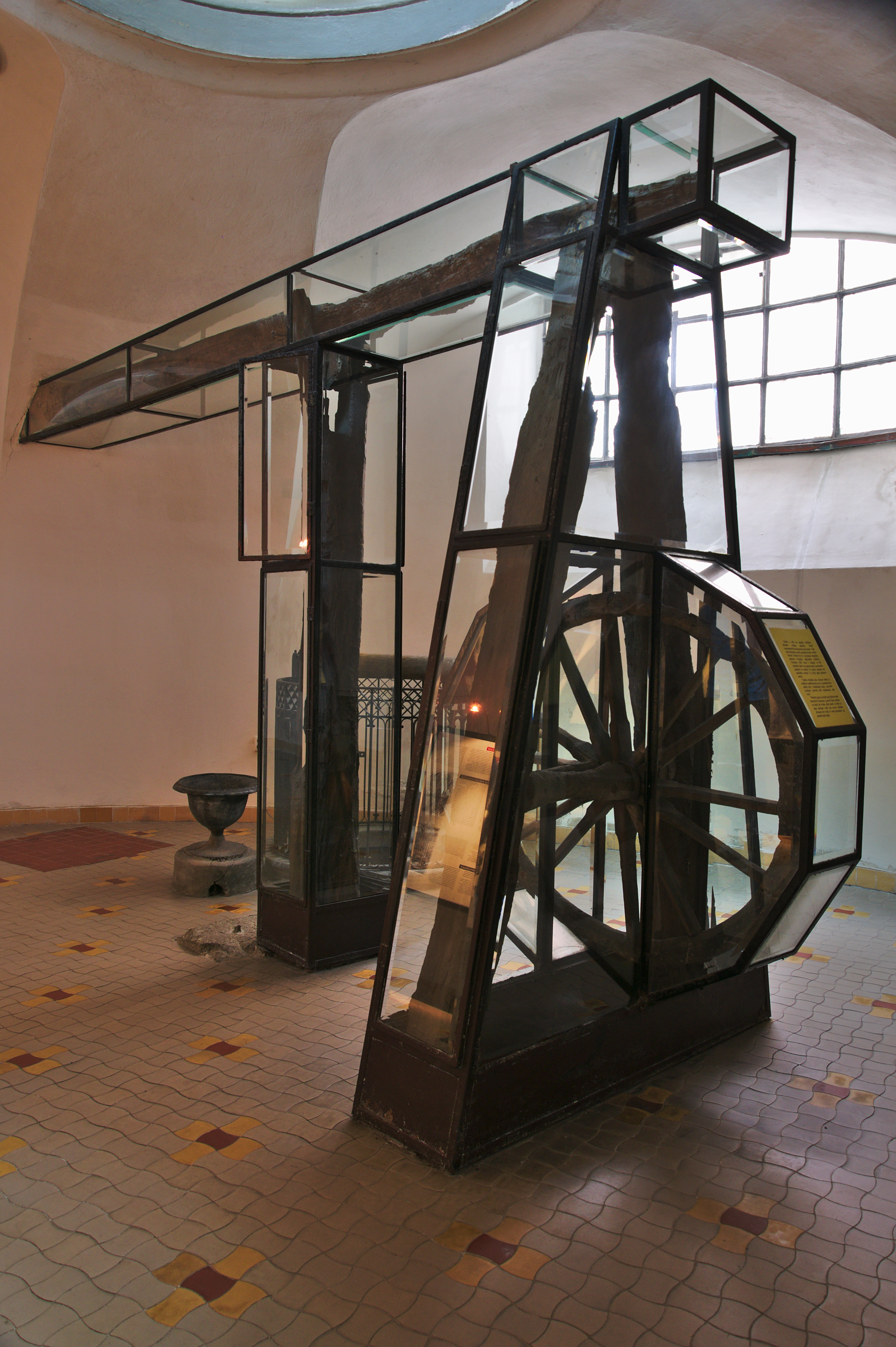
Mučící nástroj
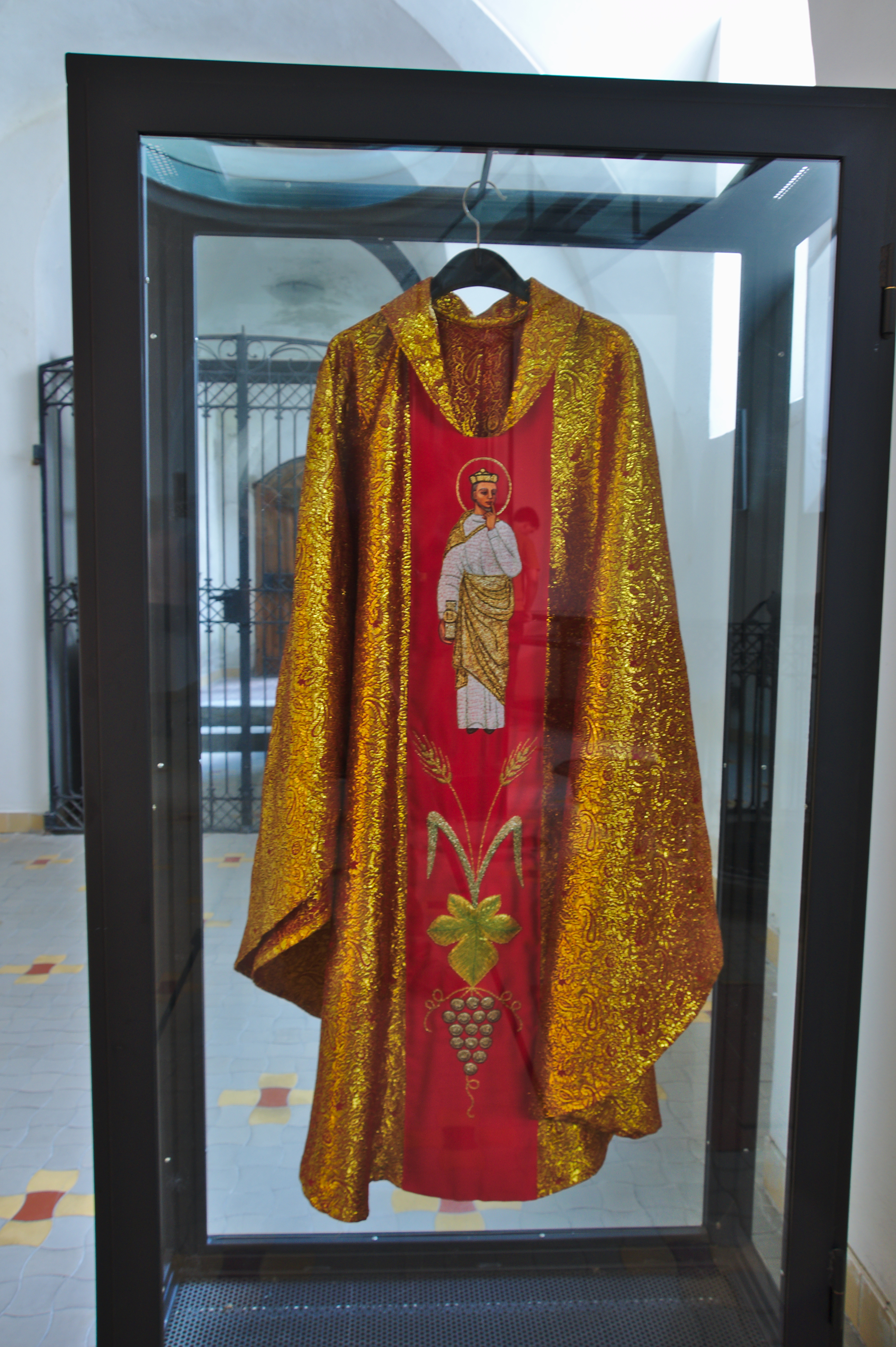
Ornát
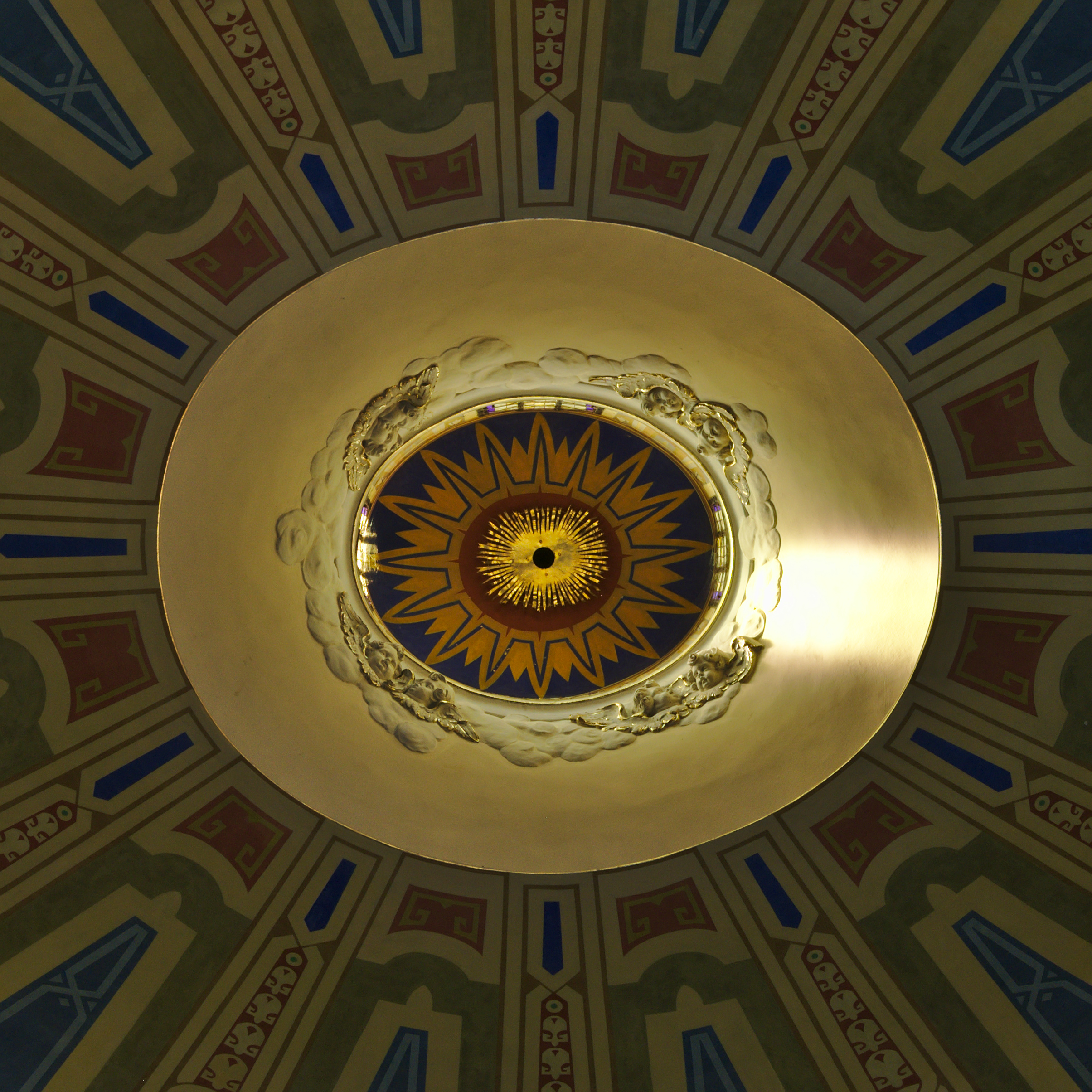
Kupole
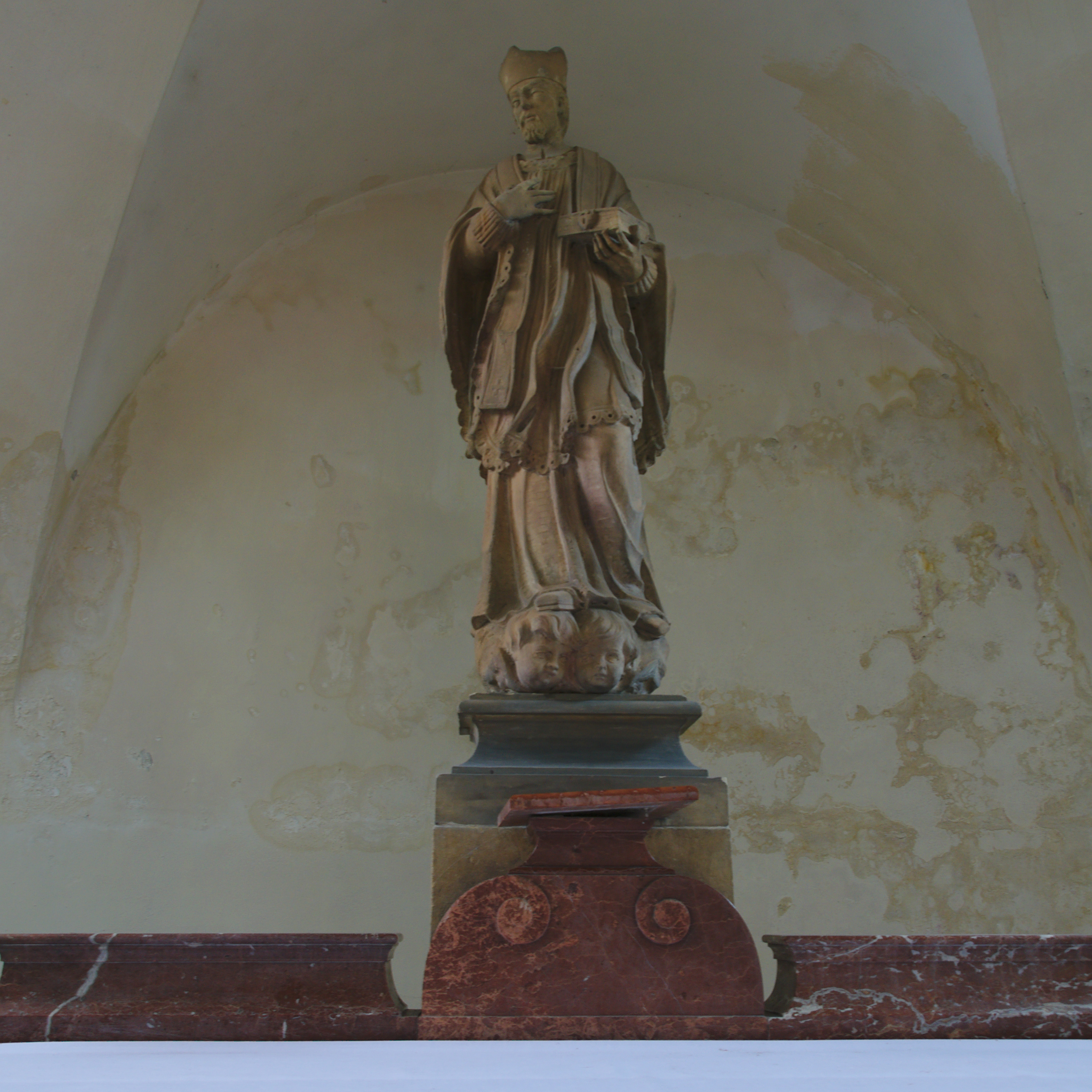
Socha
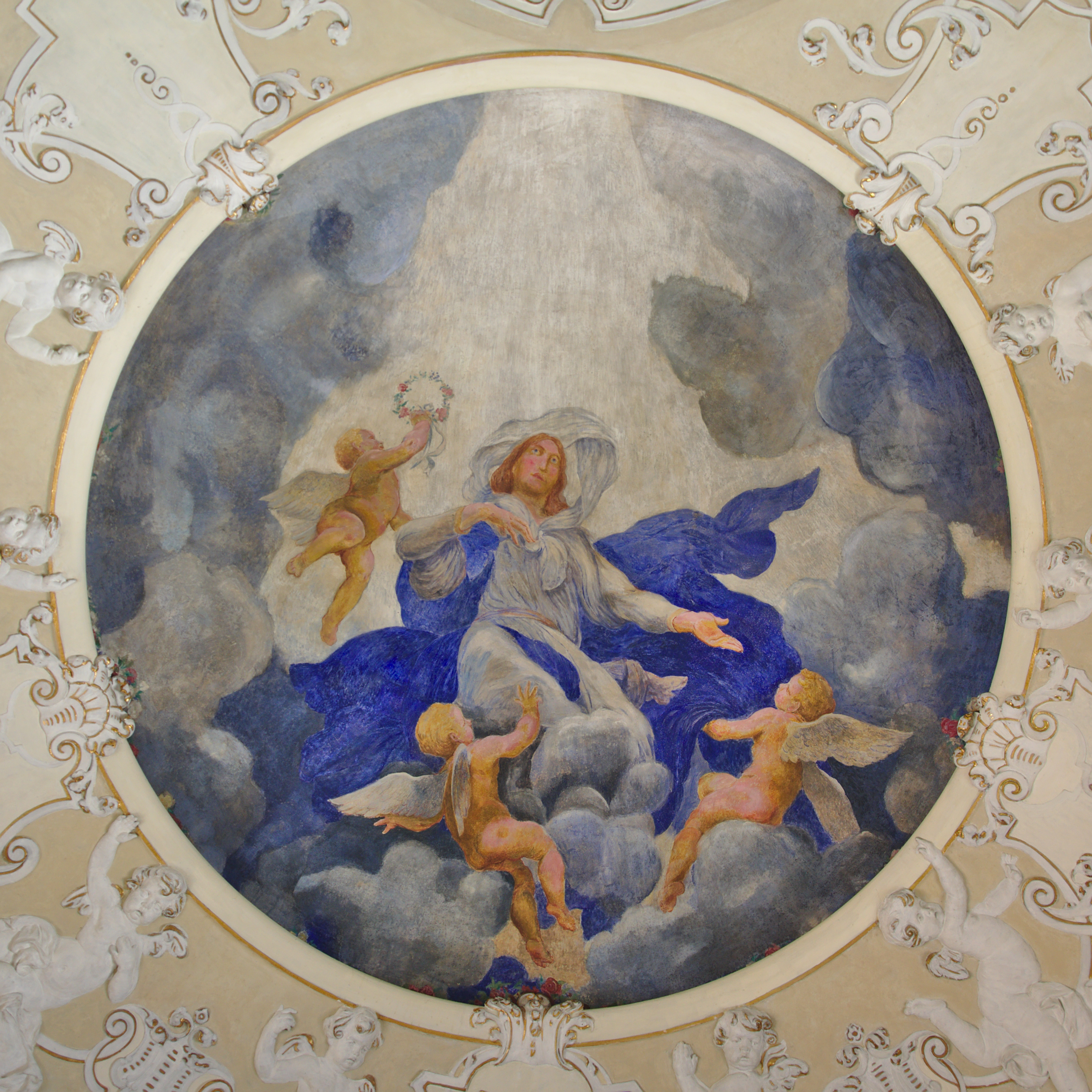
Strop nad oltářem
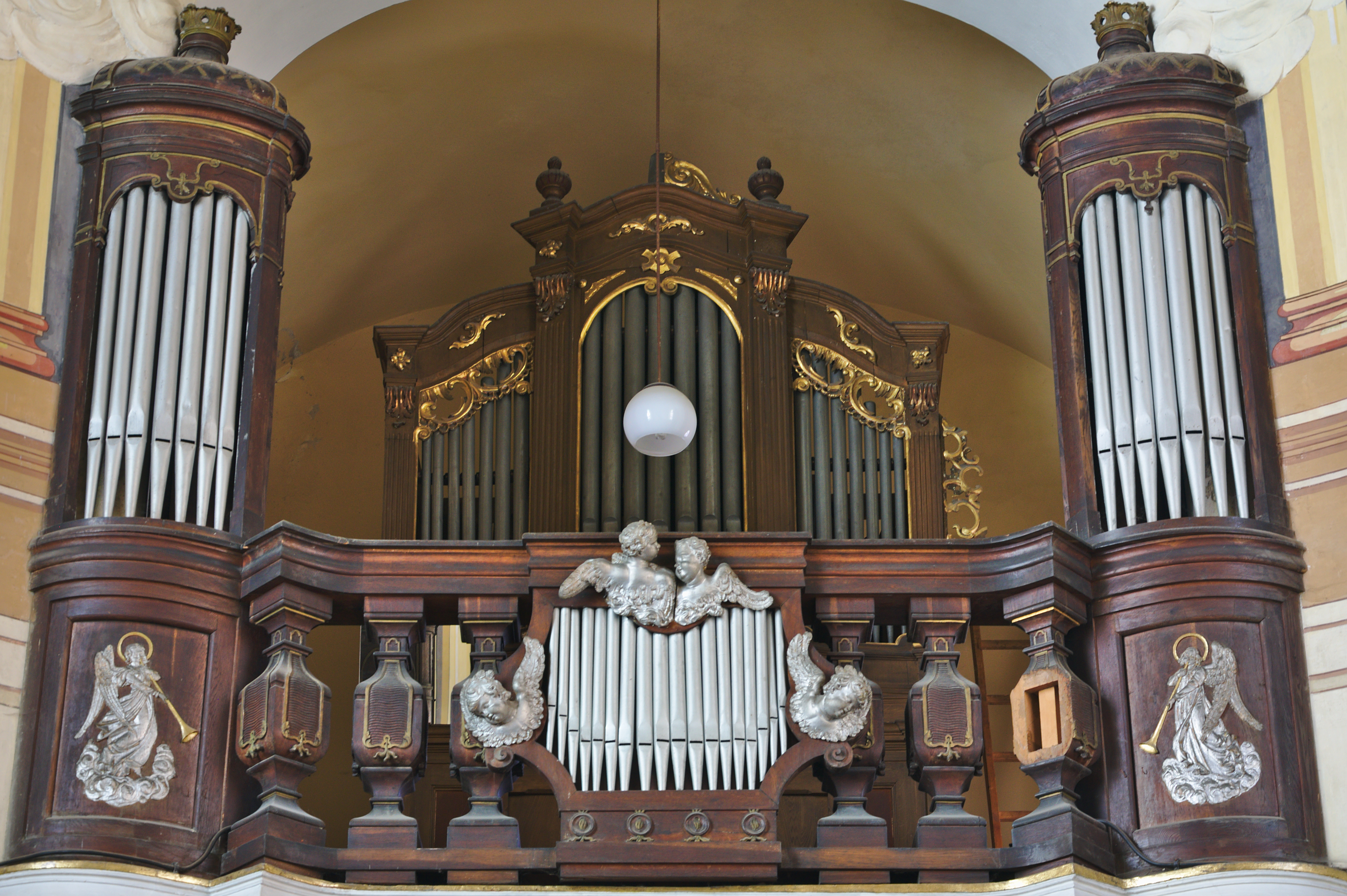
Varhany